# 濾子化範疇
在範疇論中，若一個範疇{\displaystyle I}滿足下列條件，則稱它是濾子化的（或）：
- {\displaystyle I}非空。
- 對任意對象{\displaystyle i,j\in I}，存在對象{\displaystyle k\in I}及態射{\displaystyle i\rightarrow k,j\rightarrow k}。
- 對任兩個態射{\displaystyle f,g:i\rightarrow j}，存在對象{\displaystyle k\in I}及態射{\displaystyle h:j\rightarrow k}，使得{\displaystyle h\circ f=h\circ g}。

以濾子化範疇為索引的上極限稱作濾子化上極限，它帶有良好的性質。
若{\displaystyle I^{\mathrm {op} }}是濾子化範疇，則稱{\displaystyle I}是上濾子化的（或），以其為索引的極限稱作上濾子化極限。